# Jonathan Rowson
Jonathan Rowson (Aberdeen,18 april 1977) is een Brits schaker (Schotland) en filosoof. Hij is, sinds 1999, een grootmeester (GM). Hij was drie keer kampioen van Schotland.
Als directeur van het Social Brain Centre, dat valt onder de Royal Society for the encouragement of Arts, Manufactures and Commerce (RSA) in het Verenigd Koninkrijk, produceerde hij een groot aantal onderzoeksrapporten over gedragsverandering, klimaatverandering en spiritualiteit.

## Carrière
Voor Schotland maakte hij zijn debuut in het lagere-school-team dat in 1988 een match speelde tegen Engeland. Zijn school was op dat moment de Skene Square Primary School. Later ging hij naar de Aberdeen Grammar School, waar een wiskundeleraar, Michael Wilson, de organisator en motor achter het schoolteam was. In 1988 was hij niet de beste speler in zijn leeftijdsklasse, maar hij boekte snel vooruitgang en speelde in 1991 op wereldniveau, met in 1995 het winnen van de zilveren medaille in het Europees kampioenschap in de categorie tot 18 jaar (achter Robert Kempiński uit Polen).
Na een jaar studeren op het schaken, ging hij naar Keble College, Universiteit van Oxford, waar hij een graad behaalde in Philosophy, Politics and Economics. Rowson interesseert zich voor Oosterse filosofie en, na een jaar Harvard, promoveerde hij op het onderwerp "Wisdom" aan de Universiteit van Bristol, met als promotor Guy Claxton.
In 1997 werd hij 2e in het Europees schaakkampioenschap voor jeugd tot 20 jaar. In 1999 behaalde hij door het schaakkampioenschap van Schotland te winnen zijn 3e GM-norm, waarmee hij de grootmeestertitel verwierf. Hij won het Schotse kampioenschap opnieuw in 2001 en 2004, en werd in 2004 tevens Brits kampioen. De Britse kampioenstitel verdedigde hij met succes in augustus 2005, hij won met 8.5 uit 11, en in 2006 (eveneens 8.5 pt. uit 11). In 2000 won hij het Open Kampioenschap van Canada. Op het 30e World open, gehouden in juli 2002 in Philadelphia, was Rowson gedeeld eerste, maar eindigde hij na een tiebreak als zevende. In 2004 eindigde hij gedeeld eerste, met Vasilios Kotronias, in het Hastings International Chess Congress. In juli 2005 was zijn rating 2599, waarmee hij op dat moment nummer 139 van de wereld was. In 2008 won hij het Capo D'Orso open in Sardinië.
In 2016 was hij samen met Tomas Björkman oprichter van het onderzoeksinstituut Perspectiva in London. Het instituut tracht leiders in de politiek, de wetenschap en het bedrijfsleven te inspireren om problemen in de reële wereld te onderzoeken met meer appreciatie van de invloed van onze innerlijke wereld.

## Boeken
Rowson schreef een ruime hoeveelheid artikelen over schaken en de volgende boeken:
- Understanding the Grunfeld (1998). Gambit Publications. ISBN 1-901983-09-9;
- The Seven Deadly Chess Sins (2000). Gambit Publications. ISBN 1-901983-36-6;
- Chess for Zebras (2005). Gambit Publications. ISBN 1-901983-85-4;
- The Moves That Matter: A Chess Grandmaster on the Game of Life (2019). Bloomsbury Publishing ISBN 1-635573-32-7
- De juiste zet: wat schaken je leert over het leven (2020), Atlas Contact ISBN 9789045037677

De historicus en recensent Edward Winter stelde vast "dat Jonathan Rowson een van de beste en slimste schaakauteurs is."